# Soucelles
Soucelles korábbi község Franciaország Loire mente régiójában, Maine-et-Loire megyében. 2019. január 1-jén Villevêque községgel egyesült és Rives-du-Loir-en-Anjou új község része lett.
Lakosainak száma 2581 fő (2018. január 1.). Soucelles Briollay, Corzé, Montreuil-sur-Loir, Tiercé és Villevêque községekkel határos.

## Népesség
A település népessége az elmúlt években az alábbi módon változott:
| Lakosok száma | 672  | 906  | 1348 | 1858 | 2458 | 2648 | 2580 | 2611 | 2570 | 2581 |
|               | 1968 | 1975 | 1982 | 1999 | 2006 | 2011 | 2013 | 2016 | 2017 | 2018 |